# Бори се или бежи одговор
Бори се или бежи или бори се-бежи-замрзни (енгл. fight-flight-freeze) (такође се назива хиперпобуђење или акутни одговор на стрес) је физиолошка реакција која се јавља као одговор на уочени штетан догађај, напад или претњу преживљавању. Први га је описао Волтер Кенон. Његова теорија каже да животиње на претње реагују општим пражњењем симпатичког нервног система, припремајући животињу за борбу или бекство. Тачније, мождина надбубрежне жлезде производи хормонску каскаду која резултира лучењем катехоламина, посебно норепинефрина и епинефрина. Хормони естроген, тестостерон и кортизол, као и неуротрансмитери допамин и серотонин, такође утичу на то како организми реагују на стрес. Хормон остеокалцин такође може играти улогу.
Овај одговор је препознат као прва фаза општег синдрома адаптације који регулише реакције на стрес међу кичмењацима и другим организмима.